# Stadio Cornaredo
Stadio Cornaredo – stadion znajdujący się w mieście Lugano w Szwajcarii. Na tym obiekcie rozegrano jedno spotkanie Mistrzostw Świata w Piłce Nożnej 1954. Swoje mecze rozgrywa na nim zespół FC Lugano. Jego pojemność wynosi 15 000.